# Contea di Wicomico
La contea di Wicomico, in inglese Wicomico County, è una contea dello Stato del Maryland, negli Stati Uniti. La popolazione al censimento del 2000 era di 84 644 abitanti. Il capoluogo di contea è Salisbury.

## Geografia
La contea si trova nella penisola Delmarva. Il territorio è prevalentemente pianeggiante con qualche collina nel nord-est. Il confine con il Delaware è dato dalla linea Mason-Dixon. I fiumi principali sono Wicomico, Pocomoke e Nanticoke.

### Contee confinanti
- Contea di Sussex (Delaware) - nord
- Contea di Worcester - sud-est
- Contea di Somerset - sud-ovest
- Contea di Dorchester - nord-ovest

## Storia
La contea fu creata nel 1867 da parti delle contee di Somerset e Worcester. Deve il suo nome all'omonimo fiume.

## Comuni

### Cities
- Fruitland
- Salisbury (capoluogo)

### Towns
- Delmar
- Hebron
- Mardela Springs
- Pittsville
- Sharptown
- Willards